# Никола Драговић
Никола Драговић (Подгорица, 20. децембар 1987) српски је кошаркаш. Игра на позицији крилног центра.

## Каријера

### Клупска
Драговић је сениорску каријеру почео у екипи Авала Аде током сезоне 2005/06. Од 2006. до 2010. године је играо на Калифорнијском универзитету у Лос Анђелесу за колеџ тим УЦЛА Бруинс (енгл. UCLA Bruins).
У европску кошарку се вратио лета 2010. године и потписао за Спартак Санкт Петербург. Провео је две сезоне у Спартаку, с тим што је у другој сезони због повреде мало играо.
У августу 2012. је потписао уговор са италијанским Авелином, и са њима је провео наредне две сезоне.
У септембру 2014. је потписао уговор са Игокеом. Почетком фебруара 2015. напустио је клуб из Лакташа. Касније тог месеца је потписао за бугарски Лукојл Академик где проводи остатак сезоне и осваја првенство Бугарске. Од новембра до краја децембра 2015. био је члан немачког Мителдојчера, да би последњег дана 2015. године потписао уговор са тимом Ваноли Кремона из италијанске Серије А. У сезони 2016/17. био је играч Асвела, а наредну сезону је провео у екипи Сарагосе 2002.
У октобру 2018. године је постао играч Манресе да би у фебруару 2019. прешао у мексички клуб Минерос де Закатекас. Дана 1. априла 2019. је поново променио средину и прешао у ирански клуб Шардари Горган. Крајем 2019. године одлази у Саудијску Арабију где потписује за Ал Вехду из Меке. Дана 22. децембра 2020. је потписао за ОКК Београд. У марту 2021. је напустио ОКК Београд и прешао у грчки Колосос Родос до краја сезоне.

### Репрезентативна
Са кадетском репрезентацијом Србије и Црне Горе освојио је златну медаљу на Европском првенству 2003. у Шпанији. Исти успех је поновио две године касније са селекцијом до 18 година на Европском првенству у Београду. Освојио је и две златне медаље са селекцијом до 20 година на Европским првенствима 2006. и 2007. године. После раздруживања Србије и Црне Горе одлучио се да игра за Србију.
На Универзијади у Шенџену 2011. године као капитен, предводио је тим Србије који је успео да одбрани злато освојено на претходној Универзијади у Београду (2009. године), победивши тим Русије у финалу.

## Успеси

### Клупски
- Спартак Санкт Петербург:
  - Куп Русије (1): 2010/11.
- Лукојл Академик:
  - Првенство Бугарске (1): 2014/15.

### Репрезентативни
- Европско првенство до 16 година:  2003.
- Европско првенство до 18 година:  2005.
- Европско првенство до 20 година:  2006, 2007.
- Универзијада:  2009.